# تود سترينج (سياسي)
تود سترينج هو سياسي أمريكي، ولد في عقد 1940. نشط حزبياً في الحزب الجمهوري.